# GNU MP
Pour les articles homonymes, voir GMP.
GNU MP, également appelée GMP, est une bibliothèque logicielle de calcul multiprécision sur des nombres entiers, rationnels et en virgule flottante. 
Les principaux domaines d'applications de GMP sont la recherche et les applications en cryptographie, les logiciels applicatifs de sécurité pour Internet et les systèmes de calcul formel.

## Histoire
La première version de GMP est réalisée en 1991 par Torbjörn Granlund. Le projet est depuis continuellement développé et maintenu par son auteur pour le projet GNU avec l'aide d'autres personnes et organisations.
GNU MP est utilisé dans les premières versions du projet SageMath, un logiciel de calcul formel développé en 2005 au sein de l'université de Washington à Seattle par l'équipe du professeur de mathématiques William Stein. Un fork de GNU MP baptisé MPIR (en) est réalisé en 2008. Le projet SageMath a été à l'origine financé par Microsoft Research. Selon Torbjörn Granlund, le fork s'expliquerait par des « relations commerciales » liant le projet SageMath à Microsoft. Si William Stein a nié toute relation contractuelle, il a toutefois déclaré qu'il avait l'intention de livrer à Microsoft un code source débarrassé de « l'empreinte  » de la version 3 de la licence LGPL.

## Utilisation logicielle de la bibliothèque
La bibliothèque GNU MP est notamment utilisée dans le logiciel de calcul formel Maple à partir de la version 9, Mathematica depuis la version 5, et dans le réseau d'anonymisation de connexion I2P.